# چه باید کرد؟ (لنین)

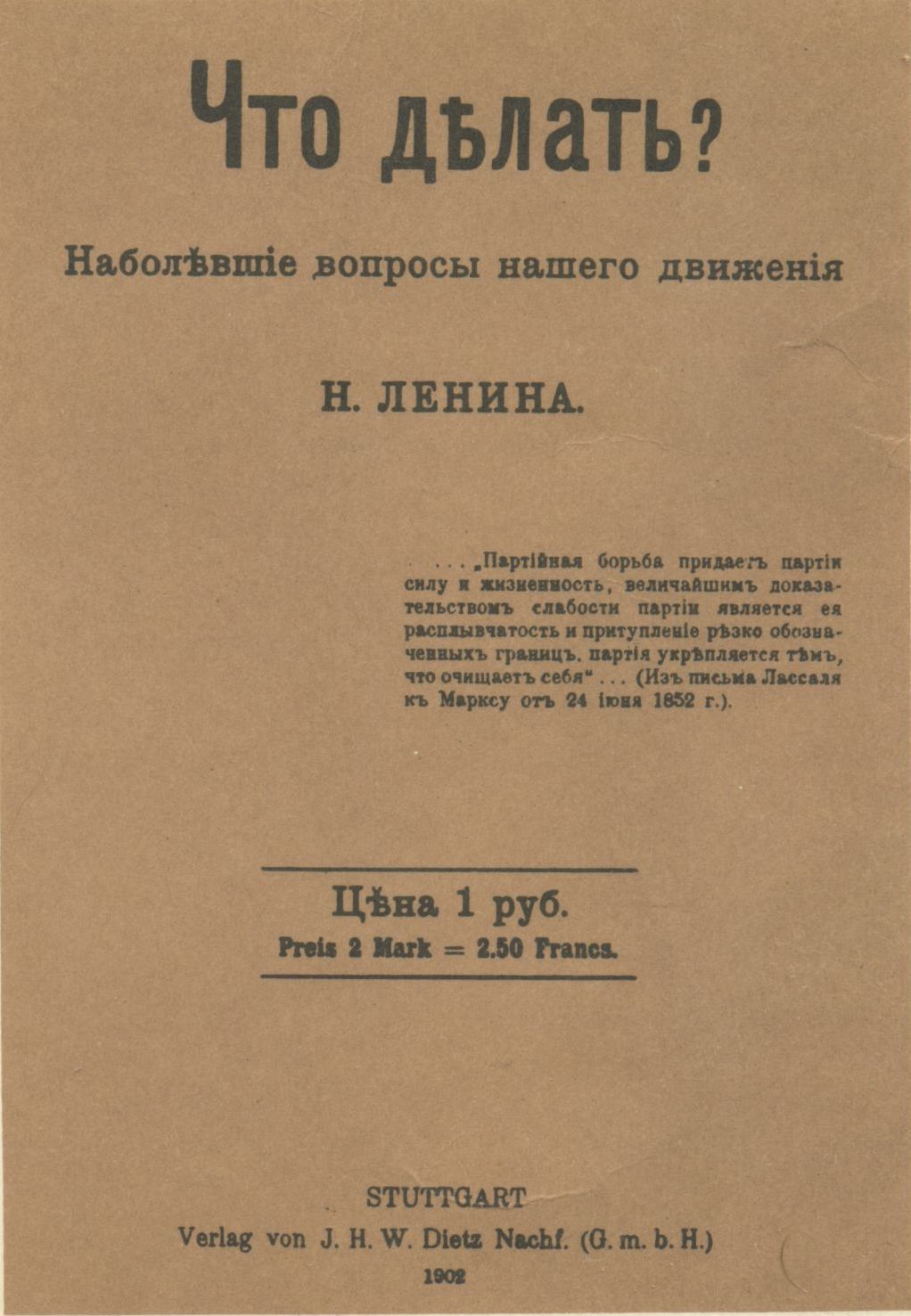

چه باید کرد؟ سوال‌هایی اساسی دربارهٔ جنبش ما (روسی: Что делать? Наболевшие вопросы нашего движения) کتابی‌ست از ولادیمیر لنین که در سال ۱۹۰۱ نوشته شد و در سال ۱۹۰۲ به چاپ رسید. عنوان کتاب الهام گرفته از رمانی به همین نام به قلم نیکولای چرنیشفسکی است.